# Tony Martin (Schauspieler, 1964)

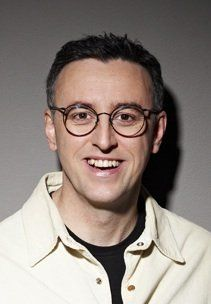
Tony Martin (2012)

Anthony „Tony“ Francis Martin (* 10. Juni 1964 in Te Kūiti, Neuseeland) ist ein neuseeländischer Schauspieler, Komiker, Regisseur und Drehbuchautor.

## Leben und Wirken
Tony Martin spielte in Australien ab 1986 Rollen in Fernsehserien und wurde bekannt durch Sketch-Comedy-Shows wie The D-Generation (1988 bis 1989) und The Late Show (1992 bis 1993). 1995 begann er eine Zusammenarbeit mit Michael „Mick“ Molloy, mit dem er die Comedy- und Satiresendung Martin/Molloy schuf, die von 1995 bis 1998 in Australien auf 54 Hörfunkstationen ausgestrahlt wurde. Aus der Serie entstanden die Kompilations-Alben The Brown Album (1995), Poop Chute (1996) und Eat Your Peas (1998), die jeweils den ARIA Award erhielten.
Im deutschsprachigen Raum ist Tony Martin vor allem bekannt durch seinen Film Mit vollem Einsatz!, für den er das Drehbuch schrieb, Regie führte und den er mit Stephen Luby und Greg Sitch produzierte.

## Auszeichnungen
- 1995: ARIA Award für The Brown Album, ein Martin/Molloy-Album[1]
- 1996: ARIA Award für Poop Chute, ein Martin/Molloy-Album[1]
- 1998: ARIA Award für Eat Your Peas, ein Martin/Molloy-Album[1]
- 2000: Nominierung für den „Barry Award for Comedy“ auf dem Melbourne Comedy Festival für A Quiet Word

## Filmografie
(ohne weitere Angaben zur Beteiligung: Darsteller)
- 1986: The Gillies Republic (Fernsehserie)
- 1986: Rubbery Figures (Fernsehserie, Stimme, Drehbuch)
- 1987: The D Generation (Fernsehserie, Darsteller, Drehbuch 6 Episoden)
- 1988–1989: The D Generation Goes Commercial (Fernsehserie, Darsteller, Drehbuch 4 Episoden)
- 1990: A Date with Destiny (Kurzfilm)
- 1992–1993: The Late Show (Fernsehserie, Darsteller, Drehbuch 40 Episoden, Regie 20 Episoden)
- 1993: The Olden Days (Fernsehfilm, Darsteller, Drehbuch, Regie)
- 1993: Bargearse (Fernseh-Kurzfilm, Stimme, Drehbuch, Regie)
- 1996: Mercury (Fernsehserie)
- 1997: My Home Is My Castle
- 1997: The D Generation: The Bottom Drawer (Video-Kurzfilm, Drehbuch)
- 1999: Shonky Golf (Video, Stimme)
- 1999: The Mick Molloy Show (Fernsehserie, Drehbuch 8 Episoden, Regie 8 Episoden)
- 2000: The Games (Fernsehserie)
- 2001: Brown Shoe Polish (Kurzfilm)
- 2002: Crackerjack
- 2002–2003: Kath & Kim (Fernsehserie)
- 2003: Welcher & Welcher (Fernsehserie)
- 2003: Mit vollem Einsatz! (Bad Eggs) (Darsteller, Drehbuch, Regie, Produzent)
- 2003: Over Easy: On Location with „Bad Eggs“ (Video-Dokumentation, Regie)
- 2004: Stories from the Golf (Fernsehserie)
- 2006: Real Stories (Fernsehserie)
- 2006: BoyTown
- 2007: Meet Marty Boomstein (Video-Kurzfilm, Stimme, Drehbuch, Regie)
- 2007: BoyTown Confidential (Video, Darsteller, Drehbuch, Regie)
- 2007–2008: Newstopia (Fernsehserie, Darsteller, Drehbuch 1 Episode)
- 2008: The Mansion (Fernsehserie)
- 2008: Rove Live (Fernsehserie)
- 2008–2011: The Bazura Project (Fernsehserie)
- 2009: The Last Supper (Kurzfilm)
- 2009–2010: The Librarians (Fernsehserie, Darsteller, Regie 2 Episoden)
- 2010–2011: A Quiet Word with … (Fernsehserie, Drehbuch 12 Episoden)
- 2011: The Lucys: A Spiritual Family (Video-Kurzfilm, Stimme, Drehbuch, Regie)
- 2011: Dogstar (Fernsehserie)
- 2011: The Joy of Sets (Fernsehserie, Drehbuch 8 Episoden, Regie 1 Episode)
- 2011: Judith Lucy’s Spiritual Journey (Fernsehserie, Regie 6 Episoden)
- 2012: Kane & Disabled (Fernsehserie)
- 2012: Scumbus (Fernsehfilm)
- 2013: Upper Middle Bogan (Fernsehserie, Darsteller, Drehbuch 3 Episoden, Regie 6 Episoden)
- 2014: Shaun Micallef’s Mad as Hell (Fernsehserie)
- 2014: The Flamin’ Thongs (Fernsehserie)

## Schriften
- Lolly scramble. A memoir of little consequence. Pan Macmillan, Sydney 2005, ISBN 033042213-8.
- A nest of occasionals. Pan Macmillan, Sydney 2009, ISBN 978-033042523-0.
- Scarcely Relevant. E-Book. TonyMartinthings.com, 2012, OCLC 864890588